# Centão
Centão é uma técnica de composição poética através da colagem: o centonista utiliza-se de versos amplamente conhecidos pelo público para compor uma nova obra, de conteúdo totalmente diverso da obra original.
Ausônio é o primeiro a definir a técnica na introdução do seu Cento Nuptialis (composto sobre versos de Virgílio).

## As fontes dos versos dos centões
Virgílio é a fonte dos versos da quase totalidade dos centões latinos que chegaram até nós. Ausônio, no seu Cento Nuptialis diverte-se fazendo Virgílio cantar "segredos do quarto e do leito". 

## Principais centonistas

### Pagãos
Entre os centonistas pagãos prevalece a busca de efeitos cômicos gerados pela intertextualidade: o leitor ri ao ver os grandiosos hexâmetros virgilianos cantando banalidades ao mesmo tempo em que é capaz de resgatar o significado original daqueles mesmos versos. Um exemplo, é o já citado Ausônio e seu Cento Nuptialis.
Uma exceção entre os pagãos é Hosídio Geta, centonista cartaginês que usa os versos de Virgílio para construir a sua Medeia (uma tragédia). Hosídio consegue efeitos curiosos: fazendo Virgílio cantar Medeia o faz cantar Dido, ao mesmo tempo em que reprochando Jasão faz com que, paralelamente, o leitor sinta Virgílio reprochando Eneias.
Outros centonistas pagãos são:Luxório, a quem é atribuído o Epithalamium Fridi; Mavórcio, a quem é atribuído o Iudicium Paridis; São anônimos: Narcissus, Hippodamia, Hercules et Antaeus, Progne et Philomela, Europa, Alcesta, De Panificio, De Alea.

### Cristãos
Já os centonistas cristãos, usam os versos de Virgílio para fazê-lo cantar Jesus de Nazaré como um personagem épico, e histórias do antigo e do novo Testamentos. A principal centonista cristã é Faltônia Betícia Proba com seu De laudibus Christi. Aqui, a técnica centonista constitui um recurso para burlar a proibição do uso de literatura pagã para a formação cristã: Proba constrói uma obra original para cantar a personagem central do cristianismo sem perder a grandeza dos hexâmetros virgilianos.
Alguns centonistas de tradição cristã são:
- Mavórcio, a quem é atribuído De Ecclesia;
- Pompônio, a quem é atribuído o Versus ad Gratiam Domini;
- Proba, a quem são atribuídos o De laudibus Christi.
- É anônimo o De Verbi Incarnatione.

## Traduções em língua portuguesa
Em 2011, Márcio Meirelles Gouvêa Jr. publicou uma tradução integral do Cento Nuptialis de Ausônio . Para traduzir, utilizou-se igualmente da técnica centonista, uma vez que construiu sua tradução a partir do Virgílio Brazileiro (tradução integral da obra do poeta mantuano em decassílabos, pelo maranhense Manuel Odorico Mendes.